# مارسيل كايزر
مارسيل كايزر (بالهولندية: Marcel Keizer)‏ (15 يناير 1969 في هولندا - ) هو مدرب كرة قدم ولاعب كرة قدم هولندي في مركز الوسط. لعب مع أياكس أمستردام ودي غرافشاب ونادي إيمن ونادي كامبور.

## وصلات خارجية
- مارسيل كايزر على موقع قاعدة بيانات كرة القدم.إي يو (الإنجليزية)
- مارسيل كايزر على موقع عالم كرة القدم.نت (الإنجليزية)